# Raïka
Ne doit pas être confondu avec Raika.
Raïka (雷火) est un manga écrit par Yu Terashima et dessiné par Kamui Fujiwara. Son premier tome a été édité par Scholar en 1987. L'intrigue de ce seinen se déroule dans le Japon antique du IIIe siècle, mélangeant aventure et fantaisie.

## Résumé
Au IIIe siècle, les trois provinces chinoises Gui, Go et Sichman se livrent une féroce bataille pour s'emparer du pouvoir. Pendant ce temps, sur un archipel nommé Yamato (Japon actuel), Raïka, le garçon coiffé par la foudre et ses deux compagnons sauvent la jeune Iyo de l'agression de Kijinokiko, chef des armées du Yamatai. La jeune Iyo n'est autre que la future successeure au règne de la vieille prêtresse Himiko, cheftaine de tous les territoires du Yama. Choseï un traître travaillant pour l'Empire Wei tente de prendre l'hégémonie de l'archipel en cherchant à éliminer Himiko et Iyo, mais cette dernière va fuir le royaume grâce à l'aide de Raïka au moment où éclate une rébellion contre Choseï.

## Édition française
Raïka est édité en France par Glénat, collection Kaméha, qui a sorti le premier tome en 1997. Le manga a été prépublié dans le magazine Comic Burger de l'éditeur Scholar qui a fait faillite à la fin des années 1990, bloquant les droits pendant quelques années, avant qu'ils ne soient rachetés par Sony qui a décidé d'arrêter le manga peu de temps après. C'est la raison pour laquelle seuls les 5 premiers tomes ont été publiés en France.

## Liste des volumes
1. RAÏKA 1,  (ISBN 4-88275-029-5), (22-09-88), Kadokawa
2. RAÏKA 2,  (ISBN 4-88275-033-3), (22-10-88), Kadokawa
3. RAÏKA 3,  (ISBN 4-7962-4012-8), (16-11-89), Kadokawa
4. RAÏKA 4,  (ISBN 4-7962-4073-X), (16-10-90), Kadokawa
5. RAÏKA 5,  (ISBN 4-7962-4115-9), (16-06-91), Kadokawa
6. RAÏKA 6,  (ISBN 4-7962-4172-8), (16-08-92), Kadokawa
7. RAÏKA 7,  (ISBN 4-7962-4192-2), (16-11-92), Kadokawa
8. RAÏKA 8,  (ISBN 4-7962-4251-1), (16-01-94), Kadokawa
9. RAÏKA 9,  (ISBN 4-7962-4297-X), (29-11-94), Kadokawa
10. RAÏKA 10,  (ISBN 4-7962-4358-5), (29-11-95), Kadokawa
11. RAÏKA 11,  (ISBN 4-7962-4399-2), (29-11-96), Kadokawa
12. RAÏKA 12,  (ISBN 4-7962-4425-5), (29-11-97), Kadokawa